# Stojan Dełczew
Stojan Dełczew (bułg. Стоян Делчев, ur. 3 lipca 1959 w Płowdiwie) – bułgarski gimnastyk. Dwukrotny medalista olimpijski z Moskwy.
Igrzyska w 1980 były jego drugą olimpiadą, wcześniej brał udział w IO 76. Triumfował w ćwiczeniach na drążku i był trzeci w wieloboju. W 1978 był brązowym medalistą mistrzostw świata w ćwiczeniach na koniu z łękami i na drążku. W 1979 był mistrzem Europy w wieloboju.
W 2008 został uhonorowany miejscem w Hall of Fame Gimnastyki.